# پاپ جوان
پاپ جوان (انگلیسی: The Young Pope) مجموعه تلویزیونی ۱۰ قسمتی به کارگردانی پائولو سورنتینو است که در سال ۲۰۱۶ منتشر شد. این سریال در سبک درام برای اسکای آتلانتیک، اچ‌بی‌او و کانال + ساخته شده است.

## داستان
روایت داستان به کشیشی می‌پردازد که در دوران جوانی‌اش و به واسطه‌ی هوش و نبوغ بالای خود در امور مذهبی، از طرف کلیسای واتیکان به عنوان پاپ انتخاب شده‌است. داستان این سریال تماما در کشور ایتالیا و به‌خصوص شهر رم می‌گذرد که مقر اصلی کلیسای کاتولیکان مسیحی می‌باشد.
لنی بلاردو (جود لا) برخلاف سن کم و ظاهر زیبایش، روحی آشفته و خشمگین دارد که هرچه سریال جلوتر می‌رود مخاطب نیز با لایه‌های عمیق روانی او نیز بیشتر آشنا شده و از خلأهای وجودی این شخصیت بیشتر آگاه می‌شود. پدر و مادر لنی در کودکی او را رها کرده و او در یک کلیسای کاتولیک به همراه دیگر بچه‌های یتیم و بی‌سرپرست بزرگ شده‌است. این موضوع اصلی‌ترین ضعف این شخصیت، که اکنون به اولین شخص مذهب مسیحیت تبدیل شده، می‌باشد و طی اپیزودهای سریال‌ “پاپ جوان” به شکل ظریف و عمیقی به آن پرداخته می‌شود.
لنی بلاردو که شخصیت سرسخت و تهاجمی دارد، وارد کلیسایی می‌شود که اصلی‌ترین هدفش برخورد صمیمانه و دوستانه به مردمش است تا بتواند راه درست را به آنها نشان داده و به اصطلاح افراد مسیحی را به رستگاری برساند. اما بلاردو روش کارش با دیگر مسیحیان متفاوت است؛ او از بیان کلمات تند و بی‌پرده ابایی ندارد و سعی می‌کند حقیقت را هرچند که شاید تلخ، گزنده و غیرقابل قبول باشند، به رخ مومنان کشیده و از آنها می‌خواهد تا خود راه رستگاری و سعادت را پیدا کنند نه اینکه کلیسا این راه را به آنها نشان دهد.
علاوه بر تمرکز روی شخصیت لنی بلاردو، در سریال “پاپ جوان” شاهد روابط پیچیده و بعضا فاسد دیگر افراد حاضر در کلیسا نیز هستیم که می‌کوشند به هر طریقی که شده نظر پاپ را با خود و منافع خود همسو کنند. این سریال از شخصیت‌پردازی فوق‌العاده قوی و رو به رشدی برخوردار بوده که می‌تواند در نوع خودش تاثیر زیادی بر مخاطبش بگذارد. علاوه بر این، برخلاف تم مذهبی حاکم بر جو کلی سریال “پاپ جوان”، موسیقی متن، شات‌های زیبا و طراحی لباس و صحنه‌ی آن به اندازه‌ی قابل توجهی چشم‌نواز و دوست‌داشتنی می‌باشد که می‌تواند شما را محو خودش کرده و دنبال کردن داستان را لذت‌بخش‌تر کند.